# オーシャンOKINAWA
『オーシャンOKINAWA』（オーシャンおきなわ）は、日本の男性音楽グループきいやま商店の7枚目のオリジナル・アルバム。2018年7月4日発売。発売元はフライング・ハイ。

## 解説
前作から約2年ぶりとなるアルバム。今までの作品は明確なコンセプトは無かったが、「多くの曲を作ってきたけど意外にも、夏の歌がなかった」と思い、本作のコンセプトとして、愛してやまない故郷「石垣島」、そして「夏」として、石垣島で少年のように暮らす、無邪気な彼らの日常をそのまま切り取った作品、となっている。また、「沖縄の夏を体感して欲しい。」との思いを込められている。
このアルバムの制作にあたり、夏の時期に3人で石垣島を回り、普段は行かない観光地等にも足を運び、改めて島の魅力を再発見した上で楽曲の制作を行った。
また本作は、「きいやま商店らしい曲をもう一度作りたい」と思い、演奏が3人の楽器（三線、ギター、ウクレレ）に限定することが徹底されている。それにより、曲の雰囲気が非常にシンプルになっていること、全曲3人で演奏出来ることが特徴となっており、また3人で（演奏が）できるようになりたいという”原点回帰”みたいな考えもあったそうで、「出来上がってみると、ゆったりした曲が多くなった」そうである。
タワーレコード限定での購入特典として、オリジナルクリアファイルがプレゼントされた。
また、タワーレコード那覇リンボウ店が行っている、「タワーレコード那覇リウボウ店と沖縄を代表するアーティストとのコラボ・ポスター施策『NO OKINAWA,NO LIFE.シリーズ』に、きいやま商店が起用されたのを記念して、那覇リンボウ店のみの購入特典として、コラボポスター(A2サイズ）がプレゼントされた。
ジャケットデザインは、キジムナ前津智宏。また本作のCDジャケットには、色々なワードが含まれている。
1. 野底マーペー
2. リョーサの「マーサン」ポーズ
3. だいちゃんの金髪
4. マストの釣り竿（釣り好きの為。この釣り竿は、ツララ社「ポルタメント73 イヌクシュク」[9][10]。）
5. A&Wレストラン

これ以外にも、色々なものが隠れているそうである。

## 収録曲
※作詞・作曲・編曲：きいやま商店
1. オーシャンOKINAWA [3:25]
Peach Aviation バンコク-沖縄線 WEBCMテーマソング[6]。歌詞の中にある「はいむるぶし(南群星)」とは、南十字星という意味[11]

1. ちゃー釣りばっかり [2:38]
「ちゃー」とは、「いつも」とか、「しょっちゅう」という意味。歌詞に出てくる「浜崎のおくさん」は、『トガリエビス』のこと[12][13]。
2. 気ままな日曜日 [3:23]
3. Sea side 島 drive [4:24]
4. そこら中にパーリーピーポー [3:14]
5. 悲しくて [3:50]
6. １、２、サンゴー！ [2:07][14]
沖縄県サンゴ礁保全再生応援ソング[15]。「島の宝物をみんなで守ろう」というメッセージ・ソングであり、メンバーは「サンゴの減少は石垣島でも深刻。きれいな海を守っていこうという思いから作った。」と語っている[16]。2017年3月5日に行われた「きいやま商店 シャレオツライブ」が『サンゴの日』に行われたのにちなんで、楽曲が収録されたシングルCD（非売品）が、希望者へプレゼントされた[17]。現在、無料ダウンロードで聴くことが出来る[18]。また沖縄県主催で、『サンゴ礁保全再生応援ソング「1、2、サンゴー！」の踊ってみた動画募集キャンペーン』が行われた[19]。
7. 故郷に思い込めて [3:10]
8. 明日はくる [4:35]
9. 離れてても家族(Bonus Track) [3:22]
2ndシングル。本作では、ボーナス・トラックとして収録されている。